# Douglas Silva Bacelar
Douglas Silva Bacelar, semplicemente noto come Douglas (San Paolo, 4 aprile 1990), è un calciatore brasiliano, difensore del Guarani.

## Caratteristiche tecniche
È un difensore centrale.

## Palmarès

### Club

#### Competizioni nazionali
- Coppa del Brasile: 1

Vasco da Gama: 2011

### Individuale
- Squadra della stagione della UEFA Europa League: 1

2014-2015